# Silver Legion
Silver Legion of America, thường được gọi là Silver Shirts là một tổ chức ngầm ủng hộ phát xít và ủng hộ Đức Quốc xã của Mỹ được thành lập bởi William Dudley Pelley và có trụ sở tại Asheville, Bắc Carolina.

## Lịch sử
Pelley là một cựu nhà báo, tiểu thuyết gia và nhà biên kịch đã trở thành nhà tâm linh học, ông bắt đầu quảng bá quan điểm Bài Do Thái vào năm 1931, bao gồm cả niềm tin rằng người Do Thái bị điều khiển bởi ác quỷ. Ông thành lập Silver Legion với mục tiêu mang lại một "sự đổi mới về tinh thần và chính trị", lấy cảm hứng từ sự thành công của phong trào Đức Quốc xã của Adolf Hitler ở Đức. 

## Tham Khảo
1. ↑  Beekman, Scott (17 tháng 10 năm 2005). William Dudley Pelley: A Life in Right-Wing Extremism and the Occult (bằng tiếng Anh). Syracuse University Press. tr. 2–3, 80–81, 87, 94, 162, 174, 206. ISBN 978-0-8156-0819-6.
2. ↑  Elliston, J. (2019, July 15). Asheville's Fascist. Retrieved from https://wncmagazine.com/feature/asheville’s_fascist
3. ↑  http://www.ajcarchives.org/AJC_DATA/Files/THR-SS1.PDF Lưu trữ ngày 21 tháng 7 năm 2020 tại Wayback Machine "The Silver Shirts: Their History, Founder, and Axtivities". August 24, 1933
4. ↑  “Silver Shirts”. Holocaust Online. Truy cập ngày 14 tháng 11 năm 2017.
5. ↑  Bernstein, Arnie (7 tháng 10 năm 2013). “6 Things You May Not Have Known About Nazis in America”. The History Reader. Truy cập ngày 14 tháng 11 năm 2017.
6. ↑  Schultz, Will. “William Dudley Pelley (1885–1965)”. North Carolina History Project. Truy cập ngày 14 tháng 11 năm 2017.
7. ↑  Schultz, Will. “William Dudley Pelley (1885–1965)”. North Carolina History Project. Truy cập ngày 14 tháng 11 năm 2017.
8. ↑  Lemmon, Sarah McCulloh (tháng 12 năm 1951). “The Ideology of the 'Dixiecrat' Movement”. Social Forces. 30 (2): 162–71. doi:10.2307/2571628. JSTOR 2571628.
9. ↑  Lobb, David (1999). “Fascist apocalypse: William Pelley and millennial extremism” (PDF). Journal of Millennial Studies. 2 (2). ISSN 1099-2731. Bản gốc (PDF) lưu trữ ngày 15 tháng 5 năm 2011. Truy cập ngày 8 tháng 5 năm 2015.
10. ↑  David Brion Davis, ed. The Fear of Conspiracy: Images of Un-American Subversion from the Revolution to the present (1971) pp. xviii–xix
11. ↑  Diamond, pp. 5–6
12. ↑  "The Silver Shirts: Their History, Founder, and Activities" Lưu trữ ngày 21 tháng 7 năm 2020 tại Wayback Machine. August 24, 1933